# Jüdische Gemeinde Bergzabern
Die jüdische Gemeinde Bergzabern in Bergzabern bestand bis zu den Novemberpogromen 1938. Sie gehörte zum Bezirksrabbinat Landau.

## Geschichte
Eine erste urkundliche Erwähnung von jüdischen Einwohnern in Bergzabern stammt von 1344. Es handelt sich dabei um einen Pfandbrief über einen Kredit von 6.500 Pfund Heller. Walram II. von Zweibrücken verpfändet darin unter anderem Bergzabern an Jakob Daniels aus Trier und Vivelin von Straßburg. Es ist davon auszugehen, dass die jüdischen Einwohner von Bergzabern den Pestpogromen zwischen 1348 und 1351 zum Opfer fielen. Zu einer neuerlichen Ansiedelung kam es dann erst wieder im 17. Jahrhundert. Der in Bergzabern geborene Herzog Johann II von Pfalz-Zweibrücken stellte einigen Juden Schutzbriefe aus, die ihnen eine Ansiedlung in Bergzabern ermöglichte. Diese wohnten in der Judengasse und in der Torgasse. Im Laufe des 18. Jahrhunderts erhielten immer mehr Mitglieder der jüdischen Glaubensgemeinschaft als Schutzjuden die Erlaubnis sich im Herzogtum Pfalz-Zweibrücken, zu dem Bergzabern gehörte, niederzulassen. Dabei erhielten dieses Privileg überwiegen reiche jüdische Familien. Mit Macholy aus Bergzabern (1714) und Itzig aus Bergzabern (1740) hatten zwei in Bergzabern geborene Mitglieder der jüdischen Gemeinschaft das Amt des Judenoberschultheiß des Herzogtum Pfalz-Zweibrücken inne. 1791 räumte die französische Nationalversammlung jedem in Frankreich lebenden Mitglied der jüdischen Gemeinschaft den Status eines Bürgers (citoyen) ein. Damit erhielten auch die jüdischen Bürger von Bergzabern, das seit der französischen Revolution zu Frankreich gehörte, die vollen Bürgerrechte. Im Zuge der Einführung des Consistoire central israélite im Jahre 1808 durch Napoleon Bonaparte wurden diese aber im Bereich des Handels- und Wirtschaftstätigkeiten wieder eingeschränkt. 1816 fiel die Pfalz an das Königreich Bayern, dass die Rechte der jüdischen Bürger weiter einschränkte. Es dauert bis 1851, bis diese Restriktionen aufgehoben wurden.  Die jüdische Gemeinde gehörte zum 1828 geschaffenen Bezirksrabbinat Landau. Bis in das 2. Drittel des 19. Jahrhunderts nahm die Zahl der Mitglieder der jüdischen Gemeinschaft in Bergzabern stetig zu. 1880 kam es zu einer Auswanderungswelle, vorwiegend in die Vereinigten Staaten. Dies führte dazu, dass auch die Zahl der jüdischen Einwohner von Bergzabern stark zurückging. Nachdem die jüdische Gemeinde Pleisweiler Anfang des 19. Jahrhunderts aufgelöst worden war, gehörten deren Mitglieder zur jüdischen Gemeinde Bergzabern. Im Ersten Weltkrieg fielen drei Mitglieder der jüdischen Gemeinschaft. An sie erinnerte eine Namenstafel in der Synagoge, die 1938 zerstört wurde. Bereits Ende der 1920er Jahre kam es zu ersten antisemitischen Aktionen von Mitglieder der NSDAP gegen jüdische Einwohner von Bergzabern. Ab 1933, nach der Machtergreifung Adolf Hitlers, wurden die jüdischen Einwohner immer mehr entrechtet. Zudem kam es immer wieder zu antijüdischen Aktionen. Bereits 1935 verabschiedete der Gemeinderat von Bergzabern einen Beschluss der die Rechte der jüdischen Einwohner stark einschränkte. Da allerdings zu diesem Zeitpunkt eine Rechtsgrundlage fehlte, wurde dieser Beschluss nicht rechtskräftig. Bei den Novemberpogromen 1938 kam es zu massiven Ausschreitungen gegen die jüdischen Einwohner, bei denen auch die Synagoge zerstört wurde. Die männlichen Mitglieder der jüdischen Gemeinschaft wurden verhaftet und vier Mitglieder in das KZ Dachau deportiert. Alle jüdischen Einwohner mussten Bergzabern verlassen, konnten aber auf Beschluss der zuständigen Behörden zurückkehren. Bis auf vier jüdische Einwohner verließen im Anschluss alle verbliebenen jüdischen Einwohner Bergzabern. Einigen von ihnen gelang es in die Vereinigten Staaten zu emigrieren. Im Oktober 1940 wurden die letzten verbliebenen jüdischen Einwohner im Zuge der sogenannten Wagner-Bürckel-Aktion in das französische Internierungslager Gurs deportiert.

## Entwicklung der jüdischen Einwohnerzahl
| Jahr           | Juden | Jüdische Familien | Bemerkung                                          |
| -------------- | ----- | ----------------- | -------------------------------------------------- |
| 1625           | 10    |                   |                                                    |
| 1680           | 22    |                   |                                                    |
| 1681           |       | 6                 |                                                    |
| 1770           |       | 6                 |                                                    |
| 1839           |       | 18                |                                                    |
| 1848           | 107   |                   |                                                    |
| 1850           | 106   | 21                |                                                    |
| 1875           | 108   |                   |                                                    |
| 1880           | 123   |                   |                                                    |
| 1900           | 81    |                   | 4,5 Prozent der Bevölkerung                        |
| 1932           | 43    |                   |                                                    |
| 1936           | 37    |                   |                                                    |
| 1938           | 22    |                   |                                                    |
| September 1940 | 3/4   |                   | Die Quellen geben hier unterschiedliche Zahlen an. |

Quellen: alemannia-judaica.de; jüdische-gemeinden.de
Das Gedenkbuch – Opfer der Verfolgung der Juden unter der nationalsozialistischen Gewaltherrschaft 1933–1945 und die Zentrale Datenbank der Namen der Holocaustopfer von Yad Vashem führen 26 Mitglieder der jüdischen Gemeinschaft Bergzabern (die dort geboren wurden oder zeitweise lebten) auf, die während der Zeit des Nationalsozialismus ermordet wurden.

## Einrichtungen

### Synagoge
Die Synagoge in Bad Bergzabern wurde 1848/49 in der Neugasse, in einem aus dem 18. Jahrhundert stammenden Hospiz des Kapuzinerordens, eingerichtet. Bei den Novemberpogromen 1938 wurde die Synagoge verwüstet und einige Tage später abgerissen. An der Stelle, an der die Synagoge stand, ist heute eine Gedenktafel im Boden eingelassen.

### Friedhof
Insgesamt wurden von der jüdischen Gemeinde während ihres Bestehens drei unterschiedliche Friedhöfe genutzt. Ab dem 17. Jahrhundert wurden die Verstorbenen auf dem jüdischen Friedhof in Annweiler beigesetzt. Ab dem 19. Jahrhundert wurden dann der jüdische Friedhof in Ingenheim sowie der jüdische Friedhof in Busenberg genutzt.

### Schule
Die Gemeinde verfügte über eine eigene jüdische Schule, die von 1837 bis zu ihrer Schließung 1915 eine jüdische Elementarschule war. Ab 1870 wurde die Schule mit staatlichen Mitteln gefördert. Die Gemeinde beschäftigte von 1837 bis 1915 insgesamt fünf Lehrer die auch die Aufgaben des Vorbeters und Schochet innehatten. Das Schulgebäude befand sich an der Ecke Kettengasse / Neugasse.